# Polyzonus opacus
Polyzonus opacus är en skalbaggsart som beskrevs av Maurice Pic 1946. Polyzonus opacus ingår i släktet Polyzonus och familjen långhorningar.
Artens utbredningsområde är Laos. Inga underarter finns listade i Catalogue of Life.